# Les Sept Tonnerres
Pour plus de détails, voir Fiche technique et Distribution.
Les Sept Tonnerres (titre original : Seven Thunders) est un film britannique réalisé par Hugo Fregonese et sorti en 1957.

## Synopsis
À Marseille, durant la Seconde Guerre mondiale, Dave et Jim, deux soldats britanniques évadés, trouvent refuge dans le quartier du Vieux-Port cerné par l'armée allemande. Ils s'allient à la résistance locale en venant au secours d'une jeune Marseillaise, Lise, alors qu'elle est agressée par un soldat ennemi. Mais ce quartier en dédales étant devenu le repaire idéal de nombreux dissidents et résistants et l'état-major allemand décide de lancer la Rafle de Marseille en janvier 1943 ainsi que de le détruire avec sept puissantes charges explosives.

## Fiche technique
- Titre : Les Sept Tonnerres
- Titre d'origine : Seven Thunders
- En Belgique a été exploité également sous le titre : Tonnerre sur Marseille
- Réalisation : Hugo Fregonese
- Scénario : John Baines et Rupert Croft-Cooke, d'après son roman éponyme Les Sept Tonnerres (Éditions France-Empire, Paris, 1958)
- Assistant-réalisation : Jack Causey
- Décors : Arthur Lawson
- Costumes : Julie Harris
- Photographie : Wilkie Cooper
- Cadrage : Harry Gillam
- Son : Gordon K. McCallum, John W. Mitchell
- Montage : John Shirley
- Effets spéciaux : Bill Warrington
- Musique : Anthony Hopkins
- Maquillages : W. T. Partleton
- Coiffures : Ivy Emmerton
- Pays de production :  Royaume-Uni
- Tournage : 
  - Langue : anglais
  - Extérieurs : Marseille (Bouches-du-Rhône)
- Producteur : Daniel M. Angel
- Producteur associé : John Brabourne
- Directeur de production : Edward Joseph
- Société de production : The Rank Organisation Film Productions Ltd (Royaume-Uni)
- Sociétés de distribution : The Rank Organisation, Granada International (Royaume-Uni), Action & Communication (France), Les Films du Nord (France)
- Format : noir et blanc — 35 mm — 1.33:1 — son monophonique
- Genre : film de guerre, film historique
- Durée : 100 minutes
- Dates de sortie :
  - Royaume-Uni : 4 septembre 1957
  - France : 12 mars 1958
- (fr) Mention CNC : tous publics (visa d'exploitation no 20139 délivré le 4 mars 1958)

## Distribution
- Stephen Boyd : Dave
- James Robertson Justice : le docteur Martout
- Anna Gaylor : Lise
- Kathleen Harrison : Madame Abou
- Tony Wright : Jim
- Eugene Deckers : Émile Blanchard
- Rosalie Crutchley : Thérèse Blanchard
- Katherine Kath : Mme Parfait
- James Kenney : Eric Triebel
- Anton Diffring : le colonel Trautman
- Martin Miller : Schlip
- George Coulouris : Bourdin
- Carl Duering : le major Grautner
- Edric Connor : Abou

## Vidéographie
- 2009 : Les Sept Tonnerres (Seven Thunders), version originale sous-titrée en français, Dolby, 1 DVD  PAL Zone 2, sans bonus, Action & Communication.